# Архиепархия Сантарена
Архиепархия Сантарена (лат. Archidioecesis Santaremensis) — архиепархия Римско-католической церкви с центром в городе Сантарен, Бразилия. В митрополию Сантарена входят  епархии Обидуса и Шингу—Алтамиры, территориальные прелатуры Алту-Шингу-Тукума и Итайтубы. Кафедральным собором архиепархии Сантарена является церковь Непорочного Зачатия Пресвятой Девы Марии.

## История
21 сентября 1903 года Святой Престол учредил апостольскую прелатуру Сантарена, выделив её из архиепархии Белен-до-Пара.
16 августа 1934 года, 1 февраля 1949 года и 10 апреля 1957 года апостольская прелатура передала часть своей территории апостольским прелатурам Шингу, Макапы (сегодня — епархия Макапы) и Обидуса (сегодня - Епархия Обидуса).
16 октября 1979 года Римский папа Иоанн Павел II выпустил буллу Cum Praelaturae, которой преобразовал апостольскую прелатуру Сантарена в епархию.
6 июля 1988 года епархию Сантарена передала часть своей территории апостольской прелатуре Итайтубы.
6 ноября 2019 года епархия была возведена в ранг митрополии—архиепархии, имеющей епархии Обидуса и Шингу—Алтамиры и территориальные прелатуры Алту-Шингу-Тукума и Итайтубы  в качестве суффраганов.

## Ординарии епархии
- епископ Frederico Benício de Souza e Costa (22.12.1904 — 8.01.1907);
- епископ Amando Agostino Bahlmann (10.07.1908 — 5.03.1939);
- епископ Anselmo Pietrulla (13.12.1947 — 18.06.1949);
- епископ João Floriano Loewenau (8.12.1950 — 12.12.1957);
- епископ James Micheal Ryan (31.01.1958 — 27.11.1985);
- епископ Lino Vomboemmel (27.11.1985 — 28.02.2007);
- епископ Esmeraldo Barreto de Farias (28.12.2007 — 30.11.2011 — назначен архиепископом Порту-Велью);
- епископ Flávio Giovenale (19.09.2012 — 19.09.2018 — назначен епископом Крузейру-ду-Сула);
- архиепископ Irineu Roman, C.S.I. (9.11.2019 — по настоящее время).

## Источник
- Annuario Pontificio, Libreria Editrice Vaticana, Città del Vaticano, 2003, ISBN 88-209-7422-3
- Булла Cum praelaturae Архивная копия от 16 мая 2014 на Wayback Machine  (лат.)